# Ервін Штремпель
Ервін Штремпель (нім. Erwin Strempel; 6 січня 1924, Карлсруе, Німеччина — 17 жовтня 1999) — німецький футболіст, що грав на позиції воротаря. Гравець клубів «Саарбрюкен», «Боруссія» (Нойнкірхен) і збірної Саару.

## Спортивна кар'єра
У дорослому футболі дебютував 1946 року виступами за команду «Саарбрюкен», в якій провів дев'ять сезонів. В сезоні 1948/49 його клуб грав у другому дивізіоні чемпіонату Франції. 1952 року його «Саарбрюкен» дійшов до фіналу чемпіонату Німеччини, але у вирішальному матчі поступився «Штутгарту». У всіх турнірах за «Саарбрюкен» провів 131 матч.
1955 року перейшов до клубу «Боруссія» (Нойнкірхен), за який відіграв 4 сезони. За цей час провів і Південно-західній оберлізі 65 матчів. Завершив професійну кар'єру футболіста виступами за команду «Боруссія» (Нойнкірхен) у 1959 році.
Після Другої світової війни Саар перебував під французьким протекторатом. У 1950 році була створена футбольна збірна, яка до 1956 року провела 19 ігор. Брала участь у кваліфікації на чемпіонат світу у Швейцарії. Ервін Штремпель був гравцем основного складу під час виступів за «Саарбрюкен», всього за шість років провів 14 матчів.

## Статистика
Огляд клубної кар'єри:
| Турнір                            | «Саарбрюкен» | «Саарбрюкен» | «Боруссія» | «Боруссія» |
| Турнір                            | І            | ПГ           | І          | ПГ         |
| --------------------------------- | ------------ | ------------ | ---------- | ---------- |
| Чемпіонат Німеччини               | 7            |              | —          | —          |
| Південно-західна оберліга         | 111          |              | 65         |            |
| Чемпіонат Франції (Д-2)           | 9            |              |            |            |
| Кубок Німеччини                   | 1            |              | —          | —          |
| Кубок Саару                       | 2            |              |            |            |
| Кубок Південно-західної Німеччини | 1            |              |            |            |
| Всього                            | 131          |              | 65         |            |

У збірній:
| 22 листопада 1950 | Швейцарія B  | 5:3 | Саарбрюкен | товариський матч |
| 27 травня 1951    | Австрія B    | 3:2 | Саарбрюкен | товариський матч |
| 15 вересня 1951   | Швейцарія B  | 5:2 | Берн       | товариський матч |
| 14 жовтня 1951    | Австрія B    | 1:4 | Відень     | товариський матч |
| 20 квітня 1952    | Франція B    | 0:1 | Саарбрюкен | товариський матч |
| 5 жовтня 1952     | Франція B    | 3:1 | Страсбург  | товариський матч |
| 24 червня 1953    | Норвегія     | 3:2 | Осло       | кваліфікація ЧС  |
| 11 жовтня 1953    | ФРН          | 0:3 | Штутгарт   | кваліфікація ЧС  |
| 8 листопада 1953  | Норвегія     | 0:0 | Саарбрюкен | кваліфікація ЧС  |
| 28 березня 1954   | ФРН          | 1:3 | Саарбрюкен | кваліфікація ЧС  |
| 17 жовтня 1954    | Франція B    | 1:4 | Саарбрюкен | товариський матч |
| 1 травня 1955     | Португалія B | 1:6 | Лісабон    | товариський матч |
| 9 жовтня 1955     | Франція B    | 7:5 | Саарбрюкен | товариський матч |
| 16 листопада 1955 | Нідерланди   | 1:2 | Саарбрюкен | товариський матч |